# توم غرين
توم غرين (بالإنجليزية: Tom Green)‏ هو مدرب كرة سلة أمريكي، ولد في 29 أغسطس 1949 في بروكواي في الولايات المتحدة.